# Кубок Хорватії з футболу 2000—2001
Кубок Хорватії з футболу 2000—2001 — 10-й розіграш кубкового футбольного турніру в Хорватії. Титул вп'яте здобув Динамо (Загреб).

## Календар
| Раунд            | Дата                            | Матчі | Клуби   |
| ---------------- | ------------------------------- | ----- | ------- |
| Попередній раунд | 13-15 серпня 2000               | 16    | 48 → 32 |
| 1/16 фіналу      | 3 вересня - 6 жовтня 2000       | 16    | 32 → 16 |
| 1/8 фіналу       | 17 жовтня 2000 - 20 лютого 2001 | 8     | 16 → 8  |
| 1/4 фіналу       | 6-7/14 березня 2001             | 8     | 8 → 4   |
| 1/2 фіналу       | 11/18 квітня 2001               | 4     | 4 → 2   |
| Фінал            | 9/23 травня 2001                | 2     | 2 → 1   |

## 1/16 фіналу
| Команда 1              | Рахунок      | Команда 2           |
| ---------------------- | ------------ | ------------------- |
| 3 вересня 2000         |              |                     |
| Драговоляц (Граще)     | 1:4          | Осієк               |
| 5 вересня 2000         |              |                     |
| Чаковець               | 2:1          | Марсонія            |
| Камен Інград (Велика)  | 2:0          | Рієка               |
| Локомотива (Винковці)  | 1:8          | Хайдук (Спліт)      |
| Юнак (Синь)            | 1:3          | Вартекс             |
| Слога (Нова Градиська) | 0:5          | Загреб              |
| Валповка               | 1:4          | Цибалія             |
| Осієк (Котекс)         | 1:1 пен. 1:4 | Славен Белупо       |
| Карловац               | 1:1 пен. 5:6 | Задар               |
| Тополовац              | 2:3 дч       | Інкер (Запрешич)    |
| Слобода (Вараждин)     | 1:2 дч       | Сегеста             |
| Врбовец                | 4:2          | Беліще              |
| Орієнт (Рієка)         | 3:2 дч       | Дубровник           |
| 13 вересня 2000        |              |                     |
| Копривниця             | 1:4          | Хрватскі Драговоляц |
| 6 жовтня 2000          |              |                     |
| Младость (Молве)       | 0:9          | Динамо (Загреб)     |
| Шибеник                | +:-          | Младост 127         |

## 1/8 фіналу
| Команда 1        | Рахунок      | Команда 2             |
| ---------------- | ------------ | --------------------- |
| 17 жовтня 2000   |              |                       |
| Хайдук (Спліт)   | 1:0          | Чаковець              |
| Інкер (Запрешич) | 1:0 дч       | Цибалія               |
| 18 жовтня 2000   |              |                       |
| Врбовец          | 0:4          | Вартекс               |
| Задар            | 1:2          | Камен Інград (Велика) |
| 24 жовтня 2000   |              |                       |
| Сегеста          | 0:2          | Загреб                |
| Славен Белупо    | 0:0 пен. 3:4 | Хрватскі Драговоляц   |
| 13 грудня 2000   |              |                       |
| Орієнт (Рієка)   | 0:1          | Осієк                 |
| 20 лютого 2001   |              |                       |
| Динамо (Загреб)  | 2:0          | Шибеник               |

## 1/4 фіналу
| Команда 1             | Заг.         | Команда 2        | 1-й матч | 2-й матч |
| --------------------- | ------------ | ---------------- | -------- | -------- |
| 6/14 березня 2001     |              |                  |          |          |
| Хрватскі Драговоляц   | 2:7          | Хайдук (Спліт)   | 2:2      | 0:5      |
| 7/14 березня 2001     |              |                  |          |          |
| Осієк                 | 5:1          | Інкер (Запрешич) | 4:0      | 1:1      |
| Загреб                | 3:3 пен. 4:2 | Вартекс          | 3:0      | 0:3      |
| Камен Інград (Велика) | 2:7          | Динамо (Загреб)  | 0:4      | 2:3      |

## 1/2 фіналу
| Команда 1             | Заг. | Команда 2       | 1-й матч | 2-й матч |
| --------------------- | ---- | --------------- | -------- | -------- |
| 11/18 квітня 2001     |      |                 |          |          |
| Осієк                 | 0:4  | Хайдук (Спліт)  | 0:3      | 0:1      |
| Камен Інград (Велика) | 2:4  | Динамо (Загреб) | 1:0      | 1:4      |

## Фінал
| Команда 1        | Заг. | Команда 2       | 1-й матч | 2-й матч |
| ---------------- | ---- | --------------- | -------- | -------- |
| 9/23 травня 2001 |      |                 |          |          |
| Хайдук (Спліт)   | 0:3  | Динамо (Загреб) | 0:2      | 0:1      |

### Перший матч
| 9 травня 2001 |

| Хайдук (Спліт) | 0:2      | Динамо (Загреб)      |
| -------------- | -------- | -------------------- |
|                | Протокол | Шокота 40' Микич 57' |

| «Полюд», Спліт Глядачів: 28 000 Арбітр: Драженко Ковачич |

### Другий матч
| 23 травня 2001 |

| Динамо (Загреб) | 1:0      | Хайдук (Спліт) |
| --------------- | -------- | -------------- |
| Пилипович 16'   | Протокол |                |

| «Максимир», Загреб Глядачів: 15 000 Арбітр: Желько Ширич |